# Triumph Tiger 955i
Triumph Tiger 955i – motocykl typu turystyczne enduro produkowany przez przedsiębiorstwo Triumph w latach 2001-2006.

## Dane techniczne/Osiągi
Silnik: R3
Pojemność silnika: 955 cm³
Moc maksymalna: 98 KM/9200 obr./min
Maksymalny moment obrotowy: 95 Nm/6200 obr./min
Prędkość maksymalna: 200 km/h
Przyspieszenie 0-100 km/h: 4,1 s